# Puerto Suárez
Puerto Suárez è un comune (municipio in spagnolo) della Bolivia nella provincia di Germán Busch (dipartimento di Santa Cruz) con 16.643 abitanti (dato 2012).

## Geografia fisica
Puerto Suárez è situata sul margine meridionale della Laguna Cáceres, a 13,5 km dalla frontiera brasiliana.

## Storia
La città fu fondata il 10 novembre 1875 da Miguel Suárez Arana.

## Geografia antropica

### Cantoni
Il comune è formato da un unico cantone omonimo suddiviso in 8 subcantoni.

## Infrastrutture e trasporti
La città è servita dall'Aeroporto Internazionale di Puerto Suárez.